# Пливски водопад
Пливски водопад (познато још и као Водопад у Јајцу) је један од водопада  на реци Пливи и симбол града Јајца, као и целе Босне и Херцеговине.

## Карактеристике
Водопад је висине око 20 метара, настао је природним путем и налази се на реци Пливи, док се одмах испод њега Плива улива у Врбас, а њих две заједно настављају пут према реци Сави. Овај водопад уједно представља и последњу каскаду реке Пливе, као и ушће двеју река.
Налази се у централном делу Јајца, што га чини специфичним и јединственим, јер је једини водопад на свету који се налази у неком центру града. Налази се на надморској висини од око 362 метара.
Корито целе реке Пливе као и сам водопад, формирани су у шупљикавој седри. Према количини седре, сматра се да је водопад настао пре око 50.000 година. 
Због смањења тока реке више пута је постојала могућност да дође до обрушавања водопада, због чега су често рађене санације, како би се водопад сачувао. 
Водопад је више пута сврставан међу најлепше водопаде на свету.
Од 2014. године овде се одржава спортско-туристички догађај, такмичење у скоковима са водопада.
- Водопад на Пливи 1906. године
- Водопад пре 1942. године